# Wyżnia Międzyścienna Polana

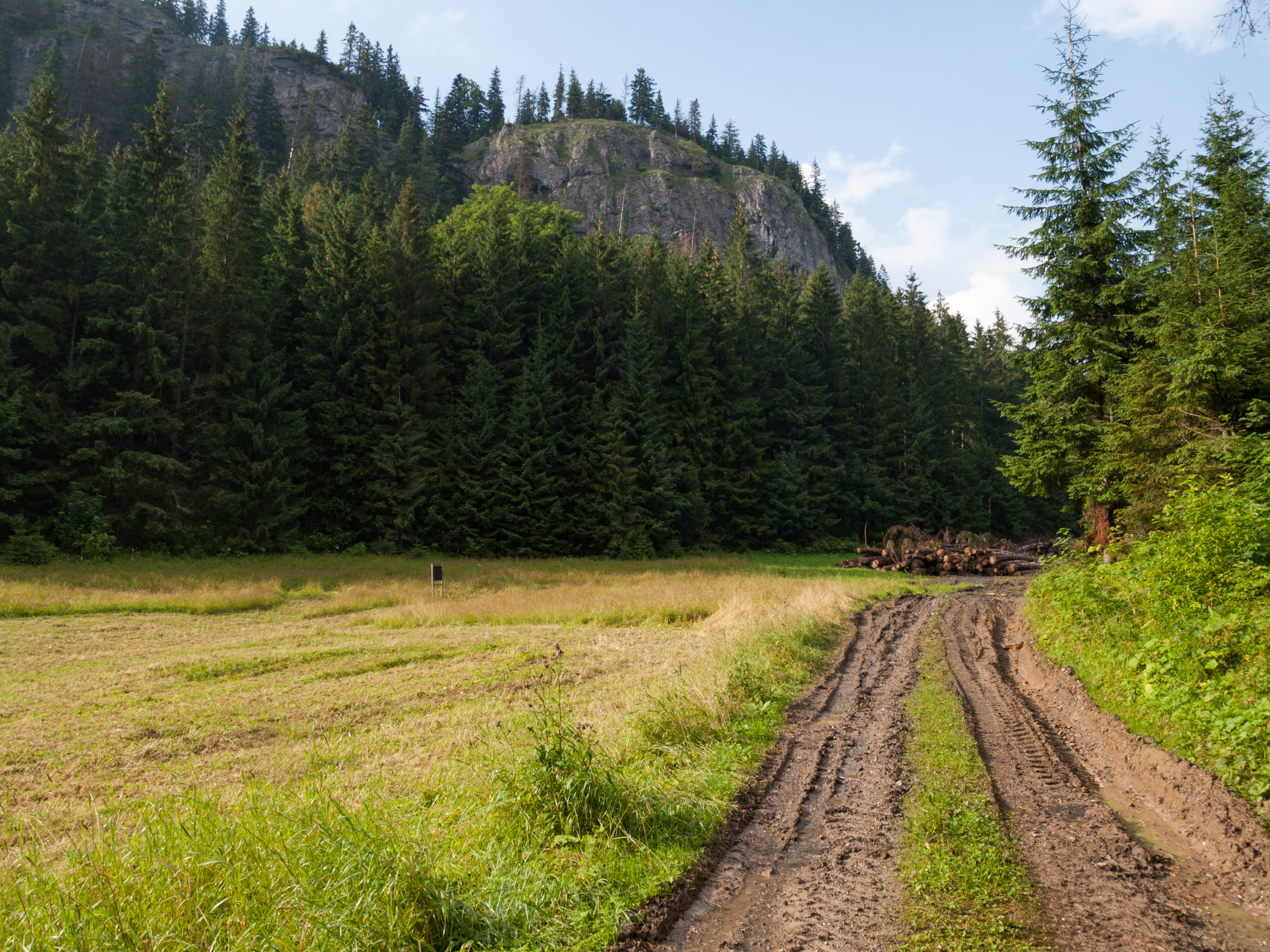
Skały Kiczory ponad górną częścią polany

Wyżnia Międzyścienna Polana lub Polana między Ścieny (słow. Medzistenná poľana, poľana Medzisteny) – duża polana w słowackich Tatrach Bielskich. Położona jest po ich północnej stronie, na wysokości 1050–1100 m, na dnie Doliny Międzyściennej, pomiędzy stokami Murania i Kiczory. Z dolnej części polany wypływa Międzyścienny Potok, a przez całą długość polany, aż pod Międzyścienną Przełęcz prowadzi droga z Jaworzyny Tatrzańskiej. Polana była dawniej użytkowana przez górali z Jurgowa. Mieli oni tutaj szopy na bydło i szałasy. Po II wojnie światowej całkowicie zniesiono wypas polany, a całe Tatry Bielskie uzyskały status obszaru ochrony ścisłej. Na polanie ustawiono paśniki dla jeleni, a szopy przeznaczono na składowanie siana dla nich.
Polana ma długość około 800 m i jest jedną z największych polan w słowackich Tatrach. Górą podchodzi na kilkadziesiąt metrów poniżej Międzyściennej Przełęczy. Od południowej strony na jej górny koniec opada Murański Żleb. Poniżej Wyżniej Międzyściennej Polany, oddzielona wąskim pasem lasu znajduje się Niżnia Międzyścienna Polana. Dawniej obydwie polany stanowiły całość, Witold Henryk Paryski w Wielkiej encyklopedii tatrzańskiej opisuje je jako Międzyścienna Polana. Nową nazwę polan utworzył Władysław Cywiński w 4 tomie przewodnika Tatry.
Dla turystów i taterników cały obszar Doliny Międzyściennej jest zamknięty.